# 光之繼承
《光之繼承》是由台湾游戏开发商嘎姆擂台於2011年2月23日創立的一款的橫向捲軸網頁遊戲，游戏发布于Facebook。游戏敘述了在米希克大陸上，由人類組成的寇倫斯王國長年遭受班德族的侵略的故事。

## 操作
和如今的2D在线动作角色扮演游戏相似，在《光之继承》中玩家在平面的迷宫中移动，并消灭成群的敌人。玩家有两个数值，即HP和SP，当玩家被敌人击中时HP就会减少，而发动特殊技能时则会消耗SP，玩家使用道具即可恢复它们之一或之二。玩家可以通过WASD键在平面上移动，或通过连按A、D键快速移动。玩家可以为发动特技或使用道具指定快捷键，而快捷键所对应的功能则显示在屏幕下方。
在主地图中，玩家可以选择挑战任务，当一个任务完成后就可能开启下一个任务。除了挑战任务外，玩家还可以与战友进行对战。

## 评价
在以經營、寵物等休閒遊戲為主流的Facebook市場中，強調遊戲性的格鬥遊戲《光之继承》可以说是耳目一新。而制作团队对玩家反馈的及时更新也让玩家充满了新鲜感，可惜目前已很久沒有更新過。。

## 脚注
1. 1 2  Jerry. . 巴哈姆特電玩資訊站. 2012-01-19  [2012-03-24]. （原始内容存档于2012-04-19） （中文（繁體））.
2. 1 2 3  Jerry. . 巴哈姆特電玩資訊站. 2011-03-23  [2012-03-24]. （原始内容存档于2012-01-23） （中文（繁體））.
3. ↑  . Gamelet Inc. 2011-02-23  [2012-03-24]. （原始内容存档于2011-03-18） （中文（繁體））.
4. 1 2 3 4  . Gamelet Inc.   [2012-03-24]. （原始内容存档于2012-03-23） （中文（繁體））.
5. 1 2  . 巴哈姆特電玩資訊站. 2011-05-13  [2012-03-24]. （原始内容存档于2012-02-13） （中文（繁體））.